# Комбинация (шашки)
Комбинация — один из важнейших тактических приёмов игры в шашки. Комбинация — это ход (серия ходов) с жертвами, имеющий определённую цель. 
«Шашечная комбинация» — это кратчайший форсированный путь реализации динамического преимущества, указанный мгновенными мотивами и с помощью жертв, ведущий к определённой цели».

## Динамическое преимущество
Евгений Ивашко считает: «Нет такого термина в шашках, как „динамическое преимущество“. Есть преимущество в развитии, что определяется положительной разницей темпов, это хорошо. А также „переразвитие“, когда то же самое уже плохо. Есть стратегии захвата центра и его окружения. В русских шашках также есть особая стратегия игры в симметричных позициях, а в 100-клетках игра в „классике“. Кстати, все это элементы теории игры, которая включает знание разыгрывания начала (дебют), понимания общей стратегии в середине игры и механизмов ее реализации (тактика), и знание стандартных эндшпильных позиций».

## Признаки комбинации
Признаки комбинации называются комбинационными мотивами. «Мотив» — это как бы указание на то, что в конкретной позиции может встретиться тот или иной комбинационный (тактический) маневр.

#### Отрицательные и положительные мотивы
Отрицательные мотивы указывают на слабости в «лагере» соперника, причём чаще всего они возникают в результате его ошибки; положительные мотивы указывают на достижения активной стороны. К отрицательным мотивах относятся: наличие свободного темпа (роздыха), решётчатость позиции, открытость одного из дамочных полей или возможность его вскрытия, ослабление одного из флангов; одним из основных положительных мотивов является динамическая сила ударных колон.

## Цели комбинации[5]
По А.Злобинскому и другим более ранним публикациям следующие:
1. Проход в дамки;
2. Достижение материального преимущества;
3. Достижение позиционного преимущества;
4. Спасение трудной позиции (то есть достижение ничьей).

Соответственно, пункт 1 включает в себя удары на дамочные и преддамочные (с последующей постановкой дамки) поля. К пункту 3 можно отнести так называемые «Разменные комбинации» (фактически размены более, чем по одной шашке), ведущие к лучшей позиции; комбинации с постановкой «рожна», с получением таких финалов, как «Запирание», «Оппозиция», «Самоограничение» и т. д.
Термин «тема» ввёл в «шашечный оборот» мастер по русским шашкам Саул Соминский (из Рыбинска Ярославской области) ещё в 1979 году. Позже его использовал Арон Злобинский, хотя он и не даёт определение понятия. В общем-то, с темой всё просто: она выражает цель комбинации, но не общую (например, проход в дамки), а локальную (удар на конкретное дамочное поле, причём открытое поле и вскрытие его путём серии жертв — это всё-таки разные темы). К темам комбинаций, на мой взгляд, относятся возможность проведения ударов на дамочные (с подразделением их на удары на открытое поле и удары со вскрытием поля) и преддамочные поля, двойных ударов (то есть ударов в дамки и последующего взятия дамкой), простые удары (то есть удары на любые другие поля с выигрышем материала и т. д.
Идея трактуется как «конкретный способ оформления темы» (по А. Коврижкину) и замысел комбинации, то есть её суть (внутреннее содержание).
Простая комбинация — удар. Удар — 1) бой нескольких шашек; 2) комбинация.
Тактический приём — наиболее рациональный и эффективный способ действий шашек (шашки), позволяющий добиться нужного результата.
Жертва — необходимое условие комбинации: 1) добровольная отдача сопернику определённого материала с целью получения позиционных выгод; 2) отдача сопернику шашки (шашек) при осуществлении комбинации.